# روبرتو ایرونتا
روبرتو ایرونتا (انگلیسی: Roberto Irañeta; ۲۱ مارس ۱۹۱۵ – ۱۹۹۳ (۷۷−۷۸ سال)) بازیکن فوتبال اهل آرژانتین بود.
از باشگاه‌هایی که در آن بازی کرده‌است می‌توان به اشاره کرد.
وی همچنین در تیم ملی فوتبال آرژانتین بازی کرده‌است.